# Tennessee Williams
Thomas Lanier "Tennessee" Williams III (26 tháng 3 năm 1911 - 25 tháng 2 năm 1983) là một nhà viết kịch người Mỹ. Cùng với Eugene O'Neill và Arthur Miller, ông được coi là một trong ba nhà viết kịch xuất sắc nhất của kịch nói Mỹ trong thế kỷ XX.
Sau nhiều năm chìm trong quên lãng, ông đột ngột trở nên nổi tiếng với The Glass Menagerie (1944), một vở kịch phản ánh chặt chẽ nền tảng gia đình không hạnh phúc của chính ông. Điều này dẫn theo một chuỗi thành công, bao gồm A Streetcar Named Desire (1947), Cat on a Hot Tin Roof (1955), và Sweet Bird of Youth (1959). Các tác phẩm sau đó của ông đã thử một phong cách mới không hấp dẫn khán giả, và việc nghiện rượu và ma túy đã ức chế hơn nữa đối với sản phẩm sáng tạo của ông. Vở kịch A Streetcar Named Desire thường được đưa vào danh sách của các vở kịch Mỹ xuất sắc nhất của thế kỷ XX bên cạnh vở kịch Long Day's Journey into Night của Eugene O'Neill, và vở Death of a Salesman của Arthur Miller.
Phần lớn tác phẩm nổi tiếng nhất của Williams được chuyển thể cho điện ảnh. Ông cũng viết truyện ngắn, thơ, tiểu luận và số lượng hồi ký. Năm 1979, bốn năm trước khi ông qua đời, Williams đã được giới thiệu vào Đại sảnh Danh vọng Sân khấu Mỹ.

## Sách tham khảo
- Gross, Robert F., ed. Tennessee Williams: A Casebook. Routledge (2002). Print. ISBN 0-8153-3174-6.
- Jacobus, Lee. The Bedford Introduction to Drama. Bedford: Boston. Print. 2009.
- Lahr, John. Tennessee Williams: Mad Pilgrimage of the Flesh. W. W. Norton & Co. New York. Print. 2014. ISBN 978-0-393-02124-0.
- Leverich, Lyle. Tom: The Unknown Tennessee Williams. W. W. Norton & Company. Reprint. 1997. ISBN 0-393-31663-7.
- Saddik, Annette. The Politics of Reputation: The Critical Reception of Tennessee Williams' Later Plays. Associated University Presses. Luân Đôn. 1999.
- Spoto, Donald. The Kindness of Strangers: The Life of Tennessee Williams. Da Capo Press. Reprint. 1997. ISBN 0-306-80805-6.
- Williams, Tennessee. Memoirs. Doubleday. Print. 1975. ISBN 0-385-00573-3.
- Williams, Dakin. His Brother's Keeper: The Life and Murder of Tennessee Williams. Dakin's Corner Press. First Edition. Print. 1983.